# The Monkees
The Monkees waren eine US-amerikanische Pop-Rock-Band, die in den 1960er Jahren Mittelpunkt der gleichnamigen Fernsehserie war und zahlreiche Hitparadenerfolge erzielen konnte. Die Fernsehserie lief vom 12. September 1966 bis zum 9. September 1968 beim Sender NBC.

## Geschichte
Am 8. September 1965 erschien unter anderem in der Prominentenzeitschrift Variety eine Anzeige, in der „vier verrückte Jungs zwischen 17 und 21 Jahren“ für eine Fernsehserie gesucht wurden. Diese Serie sollte die Abenteuer einer unbekannten, jungen, langhaarigen und modern gekleideten Beat-Gruppe mit ihren Träumen von Ruhm und Erfolg schildern. Aus den 437 Bewerbern wurden Micky Dolenz (Schlagzeug, Gesang), Peter Tork (E-Bass, Gesang), Michael Nesmith (Gitarre, Gesang) und David „Davy“ Jones (Perkussion, Gesang) ausgewählt. Nur zwei der Bandmitglieder waren schon als Schauspieler im Fernsehen aufgetreten: Micky Dolenz, der als Kinderstar in der Jugendserie Corky und der Zirkus (Circus Boy, 1956) einen Zirkusjungen gespielt hatte, und Davy Jones, der unter anderem in der britischen Serie Coronation Street und einer Broadway-Aufführung des Musicals Oliver! mitgewirkt hatte.
Der US-amerikanische Musikverleger, -produzent und -promoter Don Kirshner setzte die Band für zwei Monate in Tonstudios, um ihnen die grundlegenden Fertigkeiten beizubringen. Bereits im Oktober 1965 erhielten sie bei dessen neu gegründetem Plattenlabel Colgems einen Plattenvertrag. Aber nicht, weil sie die Plattenmanager von ihren stimmlichen oder instrumentalen Fähigkeiten überzeugt hatten, sondern weil sie als Gruppe für die Fernsehserie gebraucht wurden, die im September 1966 bei NBC starten sollte. Die Sitcom sollte laut Drehbuch den Titel The Monkees tragen und so lag es nahe, auch die zusammengestellte Gruppe so zu benennen. Für die Serie schrieb das Komponistenteam Tommy Boyce und Bobby Hart einige Songs. Die Monkees beschränkten sich zunächst auf den Gesang, während die Studioband The Candy Store Prophets die Musik einspielte.
Am 12. September 1966 lief die erste von 58 Serienfolgen. Kurz zuvor war am 16. August 1966 mit gutem Timing und einer aufwendigen Werbekampagne die erste Single der Monkees, Last Train to Clarksville aus der Feder von Boyce and Hart, erschienen. Sie stieg am 10. September 1966 auf Rang 67 in die Pop-Charts ein und erreichte am 5. November, begünstigt durch die parallel laufende Fernsehserie, den ersten Platz. Es folgte I’m a Believer, geschrieben von Neil Diamond, das sowohl in den USA als auch in Großbritannien und Deutschland Platz 1 der Hitparade belegte. Es folgten weitere Hits, unter anderem Daydream Believer aus der Feder von John Stewart.
Für die einzelnen Folgen der Serie erhielten die Monkees in der ersten Staffel je 450 US-Dollar. Ab der zweiten Staffel stieg ihr Gehalt auf 750 Dollar pro Folge. Trotz des Erfolgs auf dem Musikmarkt haderten die Bandmitglieder zunehmend mit der Fernsehserie, in der sie alberne Schwachköpfe darstellen mussten. Außerdem strebten insbesondere Michael Nesmith und Peter Tork danach, selbstkomponierte Stücke präsentieren zu dürfen und sich nicht nur als Schauspieler, sondern auch als Musiker einen Namen zu machen. Letzteres war schwierig, weil längst bekanntgeworden war, dass bei den Plattenaufnahmen andere Musiker mitgewirkt hatten.
Die Gruppe erhielt 1968 in Deutschland hinter den Bee Gees und den Beatles den Bronzenen Bravo Otto der Jugendzeitschrift Bravo. Im Herbst 1968 wurde die Fernsehserie eingestellt, und im Dezember verließ Tork die Band. Am 30. November 1969 gab die Gruppe ihr Abschiedskonzert. Am 29. Februar 2012 starb Davy Jones im Alter von 66 Jahren an einem Herzinfarkt, Peter Tork am 21. Februar 2019 an den Folgen einer Krebserkrankung. Als drittes Bandmitglied starb am 10. Dezember 2021 Michael Nesmith.

## Remakes und Nachruhm
1987 versuchte Columbia Pictures unter dem Titel New Monkees an den Erfolg der alten Serie anzuknüpfen. Die Serie wurde nach 13 Folgen abgesetzt.
Michael Nesmith war später einer der Gründer von MTV. 1997 drehte er einen Revival-Film unter dem Titel Hey, Hey, It’s the Monkees, der die originären Bandmitglieder in ihren Fernsehrollen nach 30 Jahren immer noch auf der Suche nach Erfolg zeigt. Dieser einstündige Film ist die fiktive Episode 781 der ursprünglichen Serie und den Autoren gehen „langsam“ die Ideen für neue Plots aus. Es wurden drei Musikvideos aus dem Album Justus von 1996 gezeigt sowie ein Medley aller bekannten Monkees-Stücke gespielt.
Der Regisseur Neill Fearnley verfilmte im Jahr 2000 unter dem Titel Vergänglicher Ruhm – Die Monkees-Story (Daydream Believers: The Monkees Story) die Entstehungsgeschichte der Band als Spielfilm. In einer Szene wird gezeigt, wie eine Person Noten mit einer Flüssigkeit übermalt, die in den USA Liquid Paper genannt wird (in Deutschland vergleichbar mit Tipp-Ex). Die Flüssigkeit wurde von Bette Nesmith Graham erfunden, der Mutter von Michael Nesmith.
Die Monkees bekamen bei der Adresse 6679 Hollywood Blvd. einen Stern auf dem Hollywood Walk of Fame.

## Diskografie

### Studioalben
| Jahr | Titel                                    | Höchstplatzierung, Gesamtwochen, AuszeichnungChartplatzierungen (Jahr, Titel, Platzierungen, Wochen, Auszeichnungen, Anmerkungen) | Höchstplatzierung, Gesamtwochen, AuszeichnungChartplatzierungen (Jahr, Titel, Platzierungen, Wochen, Auszeichnungen, Anmerkungen) | Höchstplatzierung, Gesamtwochen, AuszeichnungChartplatzierungen (Jahr, Titel, Platzierungen, Wochen, Auszeichnungen, Anmerkungen) | Höchstplatzierung, Gesamtwochen, AuszeichnungChartplatzierungen (Jahr, Titel, Platzierungen, Wochen, Auszeichnungen, Anmerkungen) | Anmerkungen                                                                         |
| Jahr | Titel                                    | DE | CH | UK | US | Anmerkungen                                                                         |
| ---- | ---------------------------------------- | --- | --- | --- | --- | ----------------------------------------------------------------------------------- |
| 1966 | The Monkees                              | DE11 (4 Wo.)DE | — | UK1 (37 Wo.)UK | US1 ×5Fünffachplatin · (102 Wo.)US                                                                                                | Erstveröffentlichung: 10. Oktober 1966                                              |
| 1967 | More of the Monkees                      | DE16 (16 Wo.)DE | — | UK1 (25 Wo.)UK | US1 ×5Fünffachplatin · (96 Wo.)US                                                                                                 | Erstveröffentlichung: 10. Januar 1967                                               |
| 1967 | Headquarters                             | DE29 (12 Wo.)DE | — | UK2 (19 Wo.)UK | US1 ×2Doppelplatin · (68 Wo.)US                                                                                                   | Erstveröffentlichung: 22. Mai 1967                                                  |
| 1967 | Pisces, Aquarius, Capricorn & Jones Ltd. | DE18 (12 Wo.)DE | — | UK5 (11 Wo.)UK | US1 ×2Doppelplatin · (64 Wo.)US                                                                                                   | Erstveröffentlichung: 14. November 1967                                             |
| 1968 | The Birds, the Bees & the Monkees        | DE28 (4 Wo.)DE | — | — | US3 Platin · (50 Wo.)US | Erstveröffentlichung: 22. April 1968                                                |
| 1968 | Head                                     | — | — | — | US45 (15 Wo.)US | Erstveröffentlichung: 6. Dezember 1968                                              |
| 1969 | Instant Replay                           | — | — | — | US32 (15 Wo.)US | Erstveröffentlichung: 14. Februar 1969                                              |
| 1969 | The Monkees Present                      | — | — | — | US100 (14 Wo.)US | Erstveröffentlichung: 1. Oktober 1969                                               |
| 1970 | Changes                                  | — | — | — | US152 (4 Wo.)US | Erstveröffentlichung: Juni 1970 Charteinstieg erst 1986 Micky Dolenz und Davy Jones |
| 1987 | Pool It                                  | — | — | — | US72 (9 Wo.)US | Erstveröffentlichung: August 1987                                                   |
| 2016 | Good Times!                              | — | CH57 (1 Wo.)CH | UK29 (1 Wo.)UK | US14 (4 Wo.)US | Erstveröffentlichung: 27. Mai 2016                                                  |

grau schraffiert: keine Chartdaten aus diesem Jahr verfügbar
Weitere Studioalben
- 1988: Talk Downunder
- 1996: Justus
- 2000: Headquarters Sessions

### Livealben
- 1987: Live 1967
- 2001: Summer 1967 – The Complete US Concert Recordings (Box mit 4 CDs)
- 2002: MonkeeMania 2002 Live in Toronto
- 2003: Live Summer Tour
- 2003: Extended Versions: The Encore Collection

### Kompilationen
| Jahr | Titel                                             | Höchstplatzierung, Gesamtwochen, AuszeichnungChartplatzierungen (Jahr, Titel, Platzierungen, Wochen, Auszeichnungen, Anmerkungen) | Höchstplatzierung, Gesamtwochen, AuszeichnungChartplatzierungen (Jahr, Titel, Platzierungen, Wochen, Auszeichnungen, Anmerkungen) | Anmerkungen                                                     |
| Jahr | Titel                                             | UK | US | Anmerkungen                                                     |
| ---- | ------------------------------------------------- | --- | --- | --------------------------------------------------------------- |
| 1976 | The Monkees Greatest Hits                         | — | US58 Platin · (30 Wo.)US | Erstveröffentlichung: Juli 1976                                 |
| 1986 | Then & Now … The Best of the Monkees              | UK— PlatinUK | US21 Platin · (34 Wo.)US | Erstveröffentlichung: 1. Juli 1986                              |
| 1989 | Hey Hey It’s the Monkees – Greatest Hits          | UK12 (9 Wo.)UK | — | Erstveröffentlichung: 1989                                      |
| 1997 | Here They Come … The Greatest Hits of the Monkees | UK15 Gold · (10 Wo.)UK | — | Erstveröffentlichung: 1997                                      |
| 2001 | The Definitive Monkees                            | UK15 Gold · (7 Wo.)UK | — | Erstveröffentlichung: 26. Februar 2001                          |
| 2003 | The Best of the Monkees                           | — | US20 Gold · (9 Wo.)US | Erstveröffentlichung: April 2003                                |
| 2007 | I’m a Believer – The Best Of                      | UK84 Silber · (1 Wo.)UK | — | Erstveröffentlichung: 26. November 2007 Charteinstieg erst 2012 |
| 2011 | Monkeemania – The Very Best Of                    | UK70 (2 Wo.)UK | — | Erstveröffentlichung: Mai 2011                                  |
| 2011 | Flashback with the Monkees                        | — | US125 (6 Wo.)US | Erstveröffentlichung: 2011                                      |
| 2013 | The Monkees Present (Deluxe-Box-Set 2013)         | — | US174 (1 Wo.)US | Erstveröffentlichung: 2013                                      |

Weitere Kompilationen
| - 1971: Barrel Full of Monkees - 1972: Re-Focus - 1972: 25 Hits of the Monkees - 1972: The Best of the Monkees - 1976: The Monkees - 1981: The Monkees - 1982: 20 Golden Greats - 1982: More Greatest Hits - 1982: Monkee Business (Picture Disc) - 1983: Here Come the Monkees - 1984: The Monkees - 1984: Monkee Flips - 1984: Hey-Hey-It’s the Monkees: 20 Smash Hits - 1985: Hit Factory - 1987: Missing Links - 1988: Hey Hey We’re the Monkees - 1988: The Monkees - 1990: Missing Links, Vol. 2 - 1991: Listen to the Band (Box mit 4 CDs) - 1992: The ★ Collection – 25th Anniversary Edition - 1994: 18 Great Singles – Volume 1 - 1994: Hey-Hey-It’s the Monkees 16 Smash Hits | - 1995: Greatest Hits (US: Gold) - 1996: I’m a Believer – Best - 1996: A Barrelful of Monkees (Lieder für Kinder) - 1996: Missing Links, Volume Three - 1997: I’m a Believer and Other Hits - 1998: Daydream Believer and Other Hits - 1998: Anthology - 2001: Music Box (Box mit 4 CDs) - 2001: The Definitive Monkees (auch als limitierte Doppel-CD, UK: Gold) - 2002: The Essentials - 2003: Daydream Believer (UK: Silber) - 2003: The Best of the Monkees - 2005: The Platinum Collection - 2005: The Platinum Collection Volume 2 - 2005: Daydream Believer – The Collection - 2007: The Works – A 3 C.D. Retrospective (Box mit 3 CDs) - 2007: Last Train to Clarksville and Other Hits - 2007: The Monkees (Collector’s Edition) (Box mit 3 CDs) - 2009: Original Album Series (Box mit 5 CDs) - 2014: The Monkees (Box mit 3 CDs) - 2016: Forever |

### Singles
| Jahr | Titel Album                                                                  | Höchstplatzierung, Gesamtwochen, AuszeichnungChartplatzierungen (Jahr, Titel, Album, Platzierungen, Wochen, Auszeichnungen, Anmerkungen) | Höchstplatzierung, Gesamtwochen, AuszeichnungChartplatzierungen (Jahr, Titel, Album, Platzierungen, Wochen, Auszeichnungen, Anmerkungen) | Höchstplatzierung, Gesamtwochen, AuszeichnungChartplatzierungen (Jahr, Titel, Album, Platzierungen, Wochen, Auszeichnungen, Anmerkungen) | Höchstplatzierung, Gesamtwochen, AuszeichnungChartplatzierungen (Jahr, Titel, Album, Platzierungen, Wochen, Auszeichnungen, Anmerkungen) | Höchstplatzierung, Gesamtwochen, AuszeichnungChartplatzierungen (Jahr, Titel, Album, Platzierungen, Wochen, Auszeichnungen, Anmerkungen) | Anmerkungen                                                              | [↑]: gemeinsam behandelt mit vorhergehendem Eintrag; [←]: in beiden Charts platziert |
| Jahr | Titel Album                                                                  | DE | AT | CH | UK | US | Anmerkungen                                                              |                                                                                      |
| ---- | ---------------------------------------------------------------------------- | --- | --- | --- | --- | --- | ------------------------------------------------------------------------ | ------------------------------------------------------------------------------------ |
| 1966 | Last Train to Clarksville The Monkees                                        | DE29 (4 Wo.)DE | — | — | UK23 (7 Wo.)UK | US1 Gold · (15 Wo.)US | Erstveröffentlichung: 16. August 1966                                    |                                                                                      |
| 1966 | I’m a Believer More of the Monkees                                           | DE1 (18 Wo.)DE | AT1 (16 Wo.)AT | — | UK1 ×2Doppelplatin · (18 Wo.)UK | US1 Gold · (15 Wo.)US | Erstveröffentlichung: 23. November 1966                                  |                                                                                      |
| 1966 | (I’m Not Your) Steppin’ Stone More of the Monkees                            | — | — | — | — | US20 (8 Wo.)US |                                                                          |                                                                                      |
| 1967 | A Little Bit Me, a Little Bit You Greatest Hits                              | DE7 (10 Wo.)DE | AT4 (8 Wo.)AT | — | UK3 (12 Wo.)UK | US2 Gold · (10 Wo.)US | Erstveröffentlichung: 28. Februar 1967                                   |                                                                                      |
| 1967 | Mary, Mary More of the Monkees                                               | — | AT13 (4 Wo.)AT | — | — | — | Erstveröffentlichung: 20. März 1967 B-Seite von (Theme From) The Monkees |                                                                                      |
| 1967 | The Girl I Knew Somewhere More of the Monkees                                | — | — | — | — | US39 (5 Wo.)US | Erstveröffentlichung: 1. April 1967                                      |                                                                                      |
| 1967 | Alternate Title (Randy Scouse Git) Headquarters                              | DE11 (12 Wo.)DE | AT14 (4 Wo.)AT | — | UK2 (12 Wo.)UK | — | Erstveröffentlichung: 16. Juni 1967                                      |                                                                                      |
| 1967 | Pleasant Valley Sunday Pisces, Aquarius, Capricorn & Jones Ltd.              | DE18 (2 Wo.)DE | — | — | UK11 (8 Wo.)UK | US3 Gold · (10 Wo.)US | Erstveröffentlichung: 10. Juli 1967                                      |                                                                                      |
| 1967 | Words Pisces, Aquarius, Capricorn & Jones Ltd.[DE: ↑][AT: ↑][CH: ↑][UK: ↑]   | DE18 (2 Wo.)DE | — | — | UK11 (8 Wo.)UK | US11 (9 Wo.)US | B-Seite von Pleasant Valley Sunday                                       |                                                                                      |
| 1967 | Daydream Believer The Birds, the Bees & the Monkees                          | DE4 (16 Wo.)DE | AT7 (8 Wo.)AT | CH10 (1 Wo.)CH | UK5 Platin · (18 Wo.)UK | US1 Gold · (16 Wo.)US | Erstveröffentlichung: 31. Oktober 1967                                   |                                                                                      |
| 1968 | Valleri The Birds, the Bees & the Monkees                                    | DE11 (8 Wo.)DE | AT20 (4 Wo.)AT | — | UK12 (8 Wo.)UK | US3 Gold · (10 Wo.)US | Erstveröffentlichung: 26. Februar 1968                                   |                                                                                      |
| 1968 | Tapioca Tundra The Birds, the Bees & the Monkees[DE: ↑][AT: ↑][CH: ↑][UK: ↑] | DE11 (8 Wo.)DE | AT20 (4 Wo.)AT | — | UK12 (8 Wo.)UK | US34 (6 Wo.)US | B-Seite von Valleri                                                      |                                                                                      |
| 1968 | D.W. Washburn –                                                              | — | — | — | UK17 (6 Wo.)UK | US19 (7 Wo.)US | Erstveröffentlichung: 4. Juni 1968                                       |                                                                                      |
| 1968 | It’s Nice to Be with You –                                                   | — | — | — | — | US51 (7 Wo.)US |                                                                          |                                                                                      |
| 1968 | Porpoise Song Head                                                           | — | — | — | — | US62 (6 Wo.)US | Erstveröffentlichung: 2. Oktober 1968                                    |                                                                                      |
| 1969 | Teardrop City Instant Replay                                                 | — | — | — | UK44 (1 Wo.)UK | US56 (7 Wo.)US | Erstveröffentlichung: 8. Februar 1969                                    |                                                                                      |
| 1969 | Someday Man –                                                                | — | — | — | UK47 (1 Wo.)UK | US81 (2 Wo.)US | Erstveröffentlichung: 29. April 1969                                     |                                                                                      |
| 1969 | Listen to the Band The Monkees Present[DE: ↑][AT: ↑][CH: ↑][UK: ↑]           | — | — | — | UK47 (1 Wo.)UK | US63 (8 Wo.)US | B-Seite von Someday Man                                                  |                                                                                      |
| 1969 | Good Clean Fun The Monkees Present                                           | — | — | — | — | US82 (5 Wo.)US | Erstveröffentlichung: 3. September 1969                                  |                                                                                      |
| 1970 | Oh My My Changes                                                             | — | — | — | — | US98 (2 Wo.)US | Erstveröffentlichung: 12. April 1970                                     |                                                                                      |
| 1980 | The Monkees EP –                                                             | — | — | — | UK33 (12 Wo.)UK | — |                                                                          |                                                                                      |
| 1986 | That Was Then This Is Now Then & Now … The Best of the Monkees               | — | — | — | UK68 (4 Wo.)UK | US20 (14 Wo.)US | Erstveröffentlichung: 17. Juni 1986 Micky Dolenz und Peter Tork          |                                                                                      |
| 1987 | Heart and Soul Pool It!                                                      | — | — | — | — | US87 (4 Wo.)US | Erstveröffentlichung: 22. Juli 1987                                      |                                                                                      |

grau schraffiert: keine Chartdaten aus diesem Jahr verfügbar
Weitere Singles
- 1967: (Theme From) The Monkees
- 1969: Daddy’s Song
- 1969: Mommy and Daddy
- 1970: Hey Hey with the Monkees
- 1971: Do It in the Name of Love (Mickey Dolenz und Davy Jones)
- 1983: Steam Engine
- 1986: Christmas Is My Time of Year (We Three Monkees)
- 1987: Heart and Soul
- 1987: Every Step of the Way
- 2007: Daydream Believer (Alternate Mix)
- 2010: St. Matthew (Acoustic Version)
- 2010: Porpoise Song (Instrumental Mix)
- 2011: Circle Sky (Live)
- 2011: I Go Ape (Acetate Version)
- 2013: Good Clean Fun (Alternate Mix)

## Auszeichnungen für Musikverkäufe
| Goldene Schallplatte - Australien - 1982: für das Album The Monkees Greatest Hits - 2006: für das Album The Definitive Monkees - Japan - 2014: für die Single Daydream Believer - Kanada - 1986: für das Album Then & Now … The Best of the Monkees - Neuseeland - 1997: für das Album Here They Come … The Greatest Hits of the Monkees - Spanien - 2024: für die Single I’m a Believer | Platin-Schallplatte - Neuseeland - 2021: für die Single I’m a Believer |

Anmerkung: Auszeichnungen in Ländern aus den Charttabellen bzw. Chartboxen sind in ebendiesen zu finden.
| Land/RegionAuszeichnungen für Musikverkäufe (Land/Region, Auszeichnungen, Verkäufe, Quellen) | Silber     | Gold       | Platin       | Verkäufe   | Quellen                       |
| -------------------------------------------------------------------------------------------- | ---------- | ---------- | ------------ | ---------- | ----------------------------- |
| Australien (ARIA)                                                                            | —          | 2× Gold2   | —            | 55.000     | aria.com.au                   |
| Japan (RIAJ)                                                                                 | —          | Gold1      | —            | 100.000    | riaj.or.jp                    |
| Kanada (MC)                                                                                  | —          | Gold1      | —            | 50.000     | musiccanada.com               |
| Neuseeland (RMNZ)                                                                            | —          | Gold1      | Platin1      | 37.500     | aotearoamusiccharts.co.nz NZ2 |
| Spanien (Promusicae)                                                                         | —          | Gold1      | —            | 30.000     | elportaldemusica.es           |
| Vereinigte Staaten (RIAA)                                                                    | —          | 8× Gold8   | 17× Platin17 | 24.000.000 | riaa.com                      |
| Vereinigtes Königreich (BPI)                                                                 | 2× Silber2 | 3× Gold3   | 4× Platin4   | 2.320.000  | bpi.co.uk                     |
| Insgesamt                                                                                    | 2× Silber2 | 17× Gold17 | 22× Platin22 |            |                               |